# Bisdom Noyon
Het bisdom Noyon (Latijn: Dioecesis Noviomensis) was een rooms-katholiek bisdom in Noord-Frankrijk. Het omvatte onder andere Noyon en Saint-Quentin. Het ontstond in de 4e eeuw, op dat moment met bisschopszetel te Vermand, en werd opgeheven in 1790.

## Geschiedenis
Het bisdom ontstond vermoedelijk in de tweede helft van de 4e eeuw, toen het rooms-katholicisme uitgroeide tot de staatsgodsdienst van het Romeinse Rijk. De oorspronkelijke hoofdplaats was Vermand, het bestuurlijke centrum van de Viromandui. De eerste bisschoppen zijn slechts bekend bij naam.
Bij het aantreden van bisschop Medardus, omstreeks 530, besloot deze zijn residentie te verplaatsen naar het zuidelijke Noyon, dat vlak bij zijn geboorteplaats Salency lag en beter verdedigd kon worden in tijden van oorlog. Medardus werd later tevens bisschop van het bisdom Doornik. Hoewel Doornik daarna enkele afzonderlijke bisschoppen had, werd het omstreeks 600 opnieuw toegewezen aan de bisschop van Noyon.
De personele unie tussen Noyon en Doornik werd door de paus beëindigd in 1146. Ter compensatie werd de bisschop in 1180 begiftigd met de status van pair van Frankrijk. In het kader van de Franse Revolutie werden alle bisschoppelijke instanties afgeschaft op 12 juli 1790. Het Concordaat van 1801 verdeelde het gebied over de aanliggende bisdommen Amiens, Beauvais en Soissons.

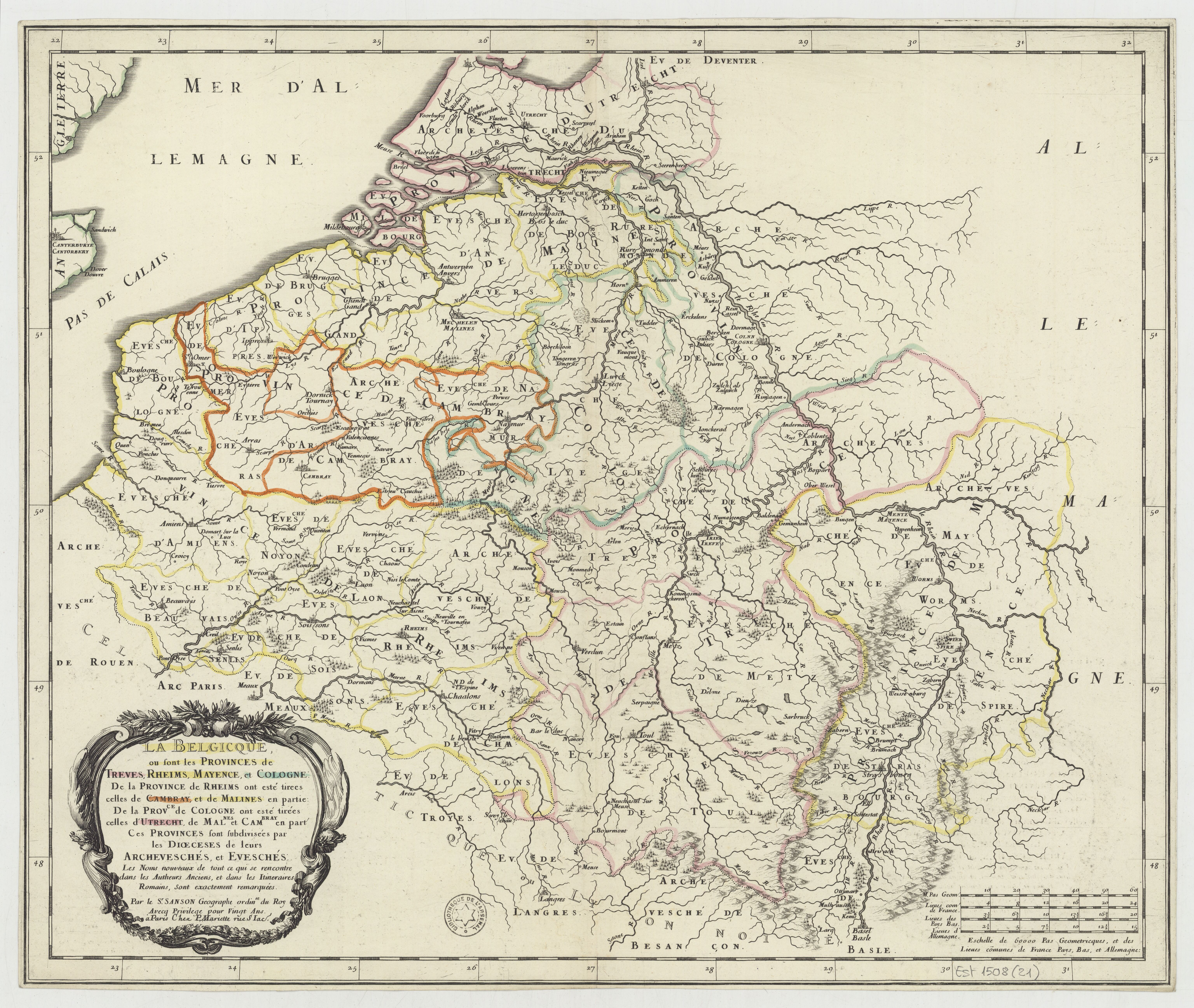
Kerkelijke indeling van Noord-Frankrijk en de Nederlanden in de 17e eeuw
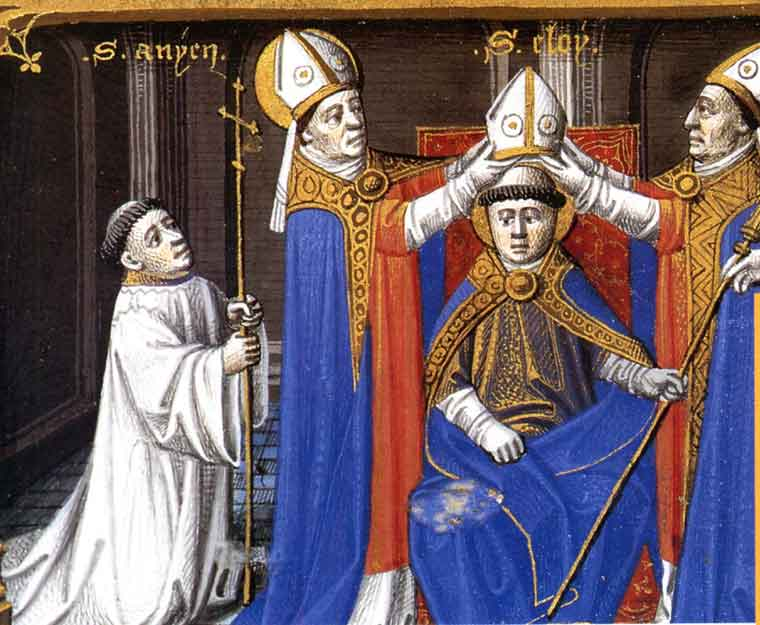
Eligius, bisschop van Noyon en Doornik omstreeks 650
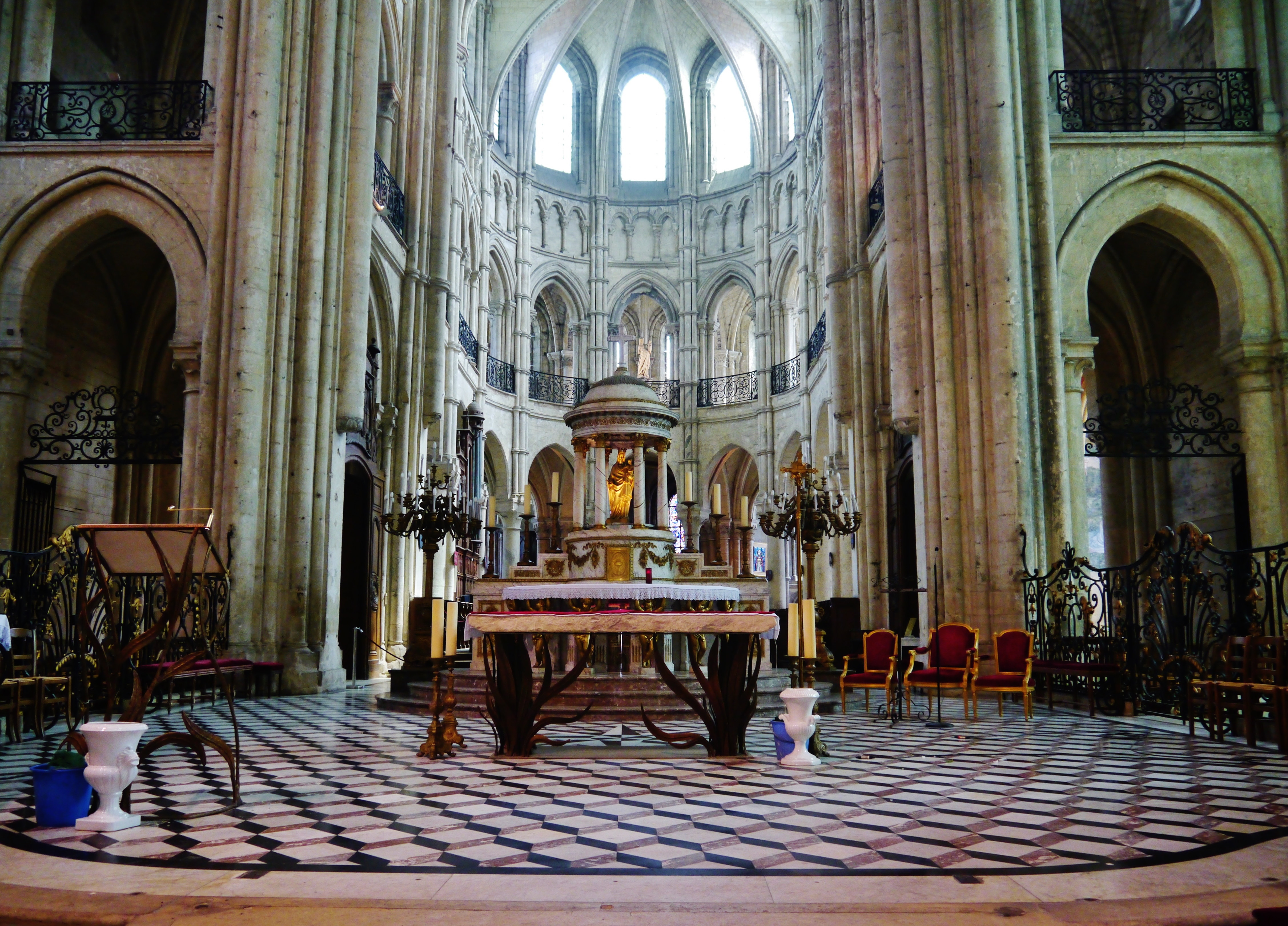
Koor van de voormalige kathedraal
Wapenschild van de bisschoppen

## Lijst van bisschoppen

### Bisschoppen van Vermand (±350–±530)
- Hilarius I
- Martinus
- Germanus
- Maxim(in)us
- Fossonius (ook Cosonius)
- Hilarius II
- Domitianus (ook Divitianus)
- Remedius
- Mercurius (ook Mercorius, Mercantius, Méréon)
- Promotus
- ±511: Sophronius
- Alomerus

### Bisschoppen van Noyon (±530–±600)
- 530–545: Medardus van Noyon
- Faustinus
- Gondulphus
- ±575: Chrasmarus
- Evroul

### Bisschoppen van Noyon en Doornik (±600–1146)
- Bertimond of Bertond
- 621/626 – 638/640: Acharius
- 627–640: Audomarus
- 640/646 – 659/665: Eligius
- 659/665 – 683/693: Mumolinus
- ±700: Antgarus
- ±715: Chrasmar
- ±721: Garulf
- ±723: Framenger
- ±730: Hunuan
- ±741: Gui
- ±742: Eunuce
- ±748: Eliseus
- ±756/765: Adelfred
- Dido of Dodo
- 767 – 782: Giselbert
- ±798: Plereo of Phileo
- ±815: Wandelmarus
- ±830/838: Rantegarus
- ±830/838: Fichard of Alchard
- 840–860: Immo
- 860–879: Rainelm
- 880–902: Heidilo
- ±909: Rambert
- 915–932: Airard
- 936–937: Walbert
- 937–950: Transmar
- 950–951: Rodolf
- 954–955: Fulcher
- 955–977: Hadulphus
- 977–988: Liudolf, zoon van Albert I van Vermandois
- 989–997: Radboud I
- 1000–1030: Hardewijn
- 1030–1044: Hugo
- 1044–1068: Boudewijn I
- 1068–1098: Radboud II
- 1098–1113: Balderik
- 1114–1122: Lambert
- 1123–1148: Simon van Vermandois, zoon van Hugo I van Vermandois

### Bisschoppen van Noyon (1146–1790)
- 1148–1167: Boudewijn II
- 1167–1174/1175: Boudewijn III
- 1175–1188: Renaud
- 1188–1221: Étienne de Nemours
- 1222–1228: Gérard de Bazoches
- 1228–1240: Nicolas de Roye
- 1240–1249: Pierre I Charlot
- 1250–1272: Vermond de La Boissière
- 1272–1297: Guy II des Prés
- 1297–1301: Simon II de Clermont-Nesle
- 1301–1303: Pierre II de Ferrières
- 1304–1315: André Lemoine de Crécy
- 1315–1317: Florent de la Boissière
- 1317–1331: Foucaud de Rochechouart
- 1331–1338: Guillaume I Bertrand
- 1338–1339: Étienne II Aubert
- 1339–1342: Pierre III d'André
- 1342–1347: Bernard Brion
- 1347–1349: Guy III de Comborn
- 1349–1350: Pierre de La Forest
- 1350–1351: Philippe d'Arbois
- 1351–1352: Jean I de Meulan
- 1352–1388: Gilles de Lorris
- 1388–1409: Philippe II de Moulins
- 1409–1415: Pierre IV Fresnel
- 1415–1424: Raoul de Coucy
- 1425–1473: Jean II de Mailly
- 1473–1501: Guillaume II Marafin
- 1501–1525: Charles I de Hangest
- 1525–1577: Jean III de Hangest de Genlis
- 1577–1588: Claude I d'Angennes de Rambouillet
- 1588–1590 ou 1593 : Gabriel le Genevois de Blaigny
- 1590–1594: Jean IV Meusnier
- 1594–1596: François-Annibal d'Estrées
- 1596–1625: Charles II de Balsac
- 1625: Gilles de Lourmé (?)
- 1626–1660: Henri de Baradat
- 1661-1701: François de Clermont-Tonnerre
- 1701–1707: Claude-Maur d'Aubigné
- 1707–1731: Charles-François de Chateauneuf de Rochebonne
- 1731–1733: Claude II de Rouvroy de Saint-Simon
- 1734–1766: Jean-François de La Cropte de Bourzac
- 1766–1777: Charles de Broglie
- 1778–1790: Louis-André de Grimaldi